# Pseudochirella limata
Pseudochirella limata is een eenoogkreeftjessoort uit de familie van de Aetideidae. De wetenschappelijke naam van de soort is voor het eerst geldig gepubliceerd in 1968 door Grice & Hulsemann.